# Toprakkale (Urartu)
Pour les articles homonymes, voir Toprakkale.

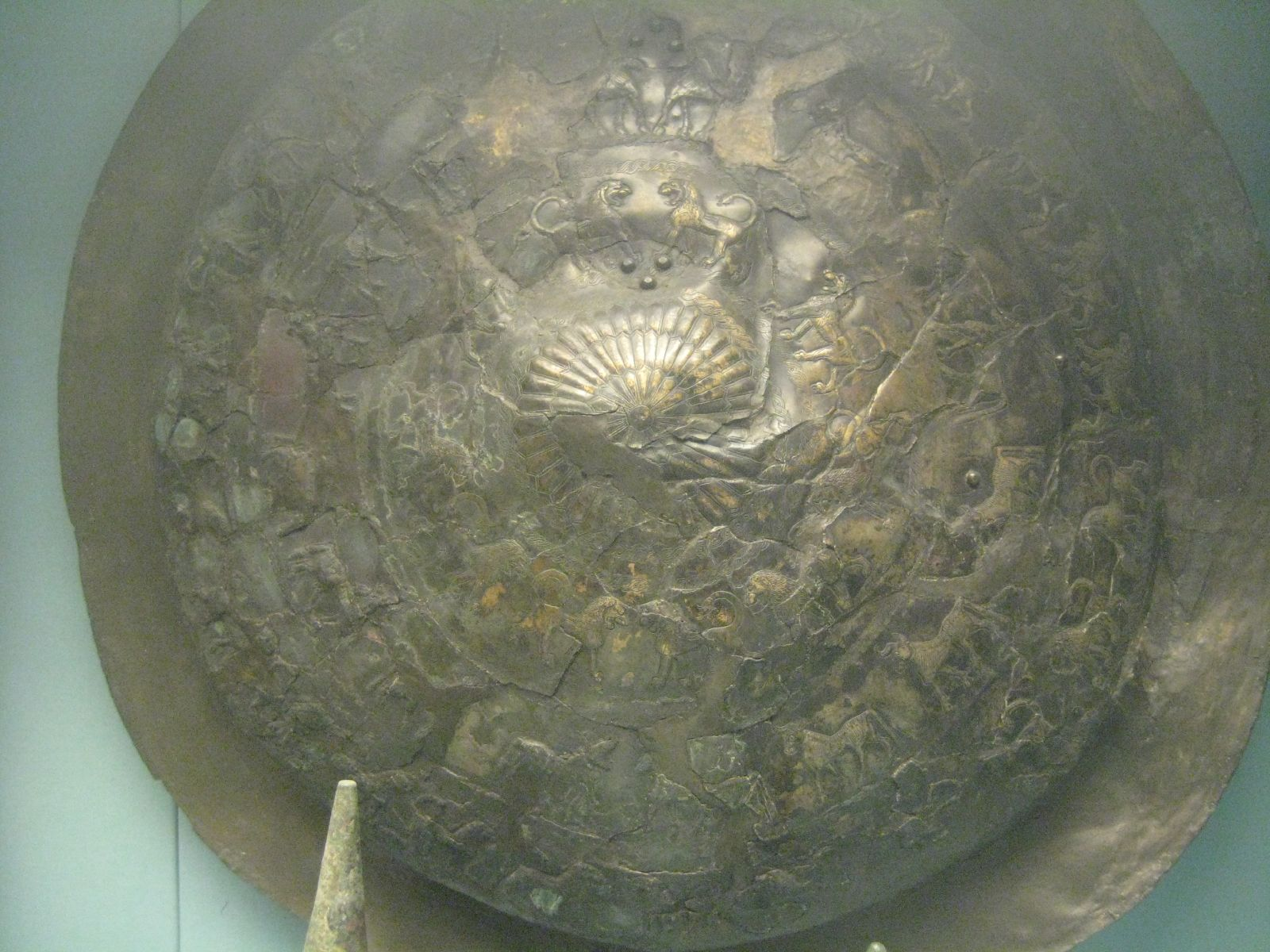
Bouclier en bronze trouvé à Toprakkale (vers) portant l'inscription : « Rusa, fils d'Erimena, roi puissant, grand roi, seigneur de Tushpa » (Salle 54 du British Museum).

Toprakkale, ou Topra Kaleh, est un village de Turquie orientale à proximité duquel se dressait jadis la forteresse urartéenne de Rusahinili, dont les ruines peuvent encore être observées, aux alentours du lac Van (5 kilomètres à l'est de Tushpa). Érigée au VIIIe siècle av. J.-C.  par Rusa II d'Urartu, elle possédait des murs cyclopéens.
Des fouilles menées par des équipes britanniques et allemandes ont révélé la présence de plusieurs objets en or, en argent, en ivoire, et principalement en bronze.